# مادة بناء

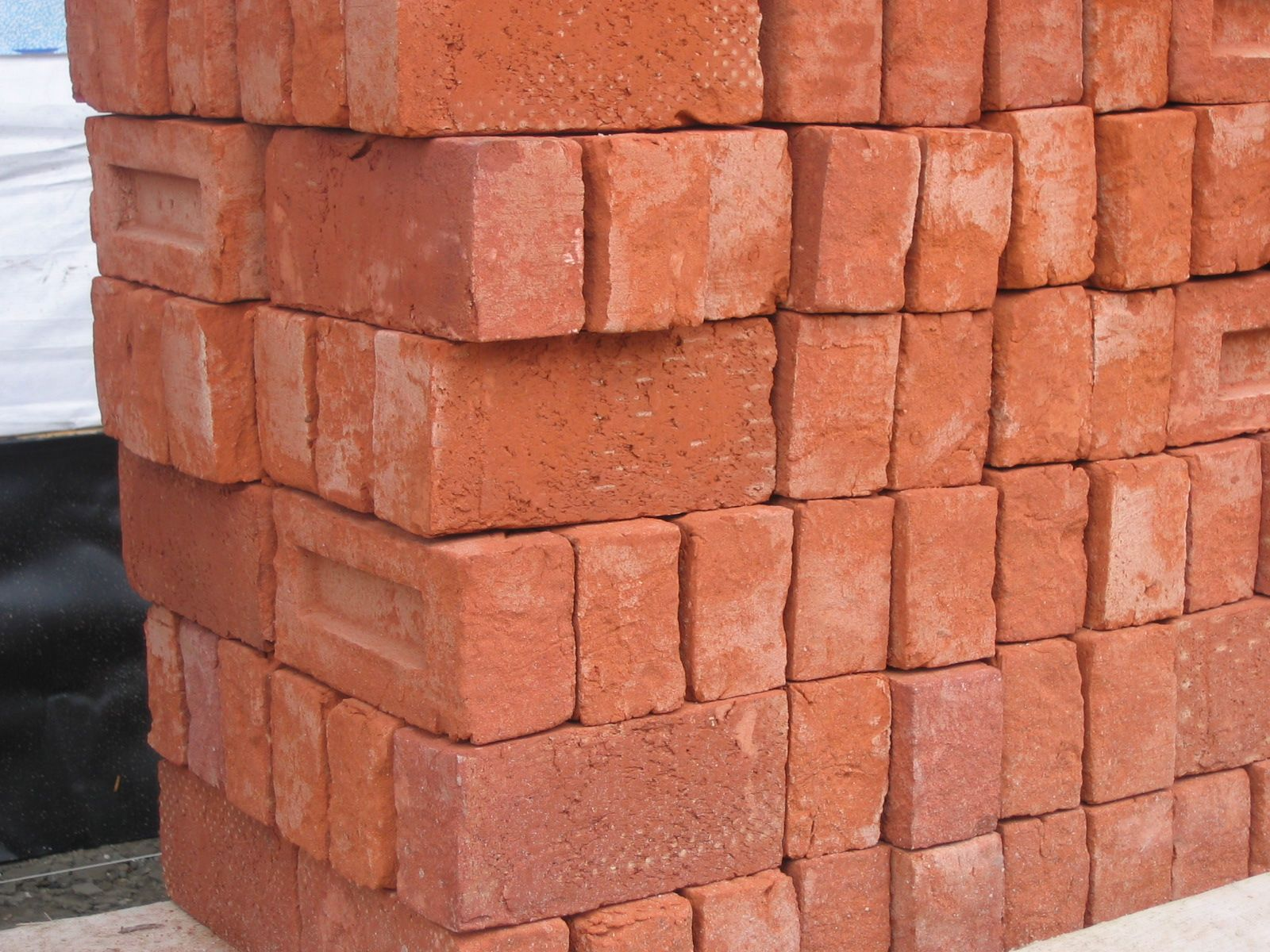

مواد البناء هي المواد المستخدمة في البناء. استخدم البشر مختلف أنواع المواد خلال العصور المختلفة لبناء الأبنية والشوارع والمنشئات المختلفة. في العصر الحالي يعتبر البناء صناعة ويعتبر تصنيع وتجارة مواد البناء أحد أكثر الصناعات ربحا.

## التكلفة الإجمالية لمواد البناء
في التاريخ، هناك اتجاهات في مواد البناء من حيث كونها طبيعية إلى أن أصبحت من صنع الإنسان ومركبة أكثر؛ قابلة للتحلل الحيوي إلى دائمة؛ أصلية (محلية) إلى منقولة عالميًا؛ قابلة للإصلاح إلى مادة تُستعمل مرة واحدة فقط وتُختار مادة البناء لزيادة مستويات السلامة من الحرائق وتحسين مقاومة الزلازل... تميل هذه الاتجاهات إلى زيادة التكاليف الاقتصادية والبيئية والاجتماعية وتكاليف الطاقة الأولية وطويلة الأمد لمواد البناء.

### التكاليف الاقتصادية
التكلفة الاقتصادية الأولية لمواد البناء هي سعر الشراء. غالبًا ما يكون هذا هو ما يحكم صنع القرار بشأن المواد التي يجب استخدامها. يأخذ الناس أحيانًا في الاعتبار توفير الطاقة أو متانة المواد وينظرون في قيمة دفع تكلفة أولية أعلى مقابل تكلفة عمر افتراضي أقل. على سبيل المثال، يكلف التلبيس بالأسفلت أقل من سقف معدني لتثبيته، ولكن سيستمر السقف المعدني لفترة أطول بحيث تكون تكلفة العمر الافتراضي أقل في السنة. قد تتطلب بعض المواد عناية أكثر من غيرها، وقد تؤثر تكاليف الصيانة الخاصة ببعض المواد على القرار النهائي أيضًا. تتمثل المخاطر عند أخذ تكلفة العمر الافتراضي للمادة في الاعتبار في حالة تلف المبنى، مثل: تعرضه للحريق أو الرياح  أو إذا كانت المادة ليست متينة كما هو مُعلن. يجب أخذ تكلفة المواد بعين الاعتبار لتحمل مخاطر شراء مواد احتراق لزيادة العمر الافتراضي. يُقال، »ما يتطلب عمله، يجب القيام به على أكمل وجه«.

### التكاليف البيئية
يمكن أن تكون تكاليف التلوث كلية وجزئية. يعتمد التلوث البيئي الكلي لمواد البناء في الصناعات الاستخراجية، مثل: التعدين والبترول وقطع الأشجار على إحداث أضرار بيئية في مصدرها وفي نقل المواد الخام والتصنيع ونقل المنتجات وتجارة التجزئة والتركيب. مثال على جانب جزئي للتلوث هو عدم تصاعد الغاز من مواد البناء في المبنى أو تلوث الهواء الداخلي. مواد بناء القائمة الحمراء هي مواد ثبت أنها ضارة. أيضًا البصمة الكربونية، هي مجموع انبعاثات الغازات الدفيئة المُنتجة في حياة المواد. يتضمن تحليل دورة الحياة أيضًا إعادة الاستخدام وإعادة التدوير أو التخلص من نفايات التشييد. هناك مفهومان في البناء يراعيان الاقتصاد البيئي لمواد البناء وهما البناء الأخضر والتنمية المستدامة.

### تكاليف الطاقة
تشمل تكاليف الطاقة الأولية كمية الطاقة المستهلكة لإنتاج وتوصيل وتركيب المواد. تكلفة الطاقة طويلة الأمد هي التكاليف الاقتصادية والبيئية والاجتماعية لمواصلة إنتاج وتوصيل الطاقة إلى المبنى لاستخدامه وصيانته وإزالته في نهاية المطاف. الطاقة المجسدة الأولية للمنشأ هي الطاقة المستهلكة لاستخراج المواد وتصنيعها وتوصيلها وتركيبها. تستمر الطاقة المجسدة في النمو مدى الحياة عند استخدام وصيانة وإعادة استخدام/ إعادة تدوير/ التخلص من مواد البناء نفسها وكيف تساعد المواد والتصميم في تقليل استهلاك الطاقة طوال فترة العمر الافتراضي للمنشأ.

### التكاليف الاجتماعية
التكاليف الاجتماعية هي الضرر الحادث في صحة الأشخاص الذين ينتجون وينقلون المواد والمشكلات الصحية المحتملة لشاغلي المبنى إذا كانت هناك مشاكل في بيولوجيا المبنى. للعولمة تأثيرات خطيرة على الأشخاص من ناحية الوظائف والمهارات والاكتفاء الذاتي إذ عندما تُغلق مرافق التصنيع، تُفتح جوانب ثقافية لمرافق جديدة. جوانب التجارة العادلة وحقوق العمل هي تكاليف اجتماعية لتصنيع مواد البناء العالمية.

## أنواع مواد البناء
- مواد البناء الطبيعية: التي تستخدم كما هي دون معالجة كالحجر والطين والقصب وأنواع النباتات، تجمع ويبنى بها مباشرة وهي أقدم الأنواع.
- مواد البناء الطبيعية المعالجة: كالطوب والخشب، قبل البدء بالبناء يجب معالجتها قليلا كصنع القوالب وقطع الأشجار.
- الثلج: يستخدم في مناطق محدودة كالقطب الشمالي.
- مواد البناء المصنعة: كالطابوق والخرسانة والصلب، تمر المواد الطبيعية بمرحلة تصنيع قبل استخدامها للبناء
- مواد البناء الصناعية: كالزجاج واللدائن

## قائمة بمواد البناء
- إسمنت
- جص
- حجر
- حديد
- خرسانة
- رمل
- زجاج
- خزف
- شيد
- صلب
- صلصال
- طمي
- طابوق
- صاروج
- طوب
- طين
- ملاط
- نورة